# Eimerscheid
Eimerscheid est un hameau de la commune belge de Bullange située en Communauté germanophone de Belgique dans la province de Liège en Région wallonne.
Avant la fusion des communes de 1977, Eimerscheid faisait partie de la commune de Manderfeld.

## Situation et description
Eimerscheid est un hameau ardennais s'étirant le long d'une route d'orientation nord-sud entre les localités de Medendorf au nord et Andler (commune de Saint-Vith) au sud.
Bullange est situé à environ 12 km au nord et Manderfeld à 6,5 km à l'est.
En 2014, Eimerscheid comptait 51 habitants pour 23 habitations.
L'altitude du hameau varie de 490 à 530 m.
On ne recense aucun édifice religieux dans le hameau.